# Pintura na Austrália

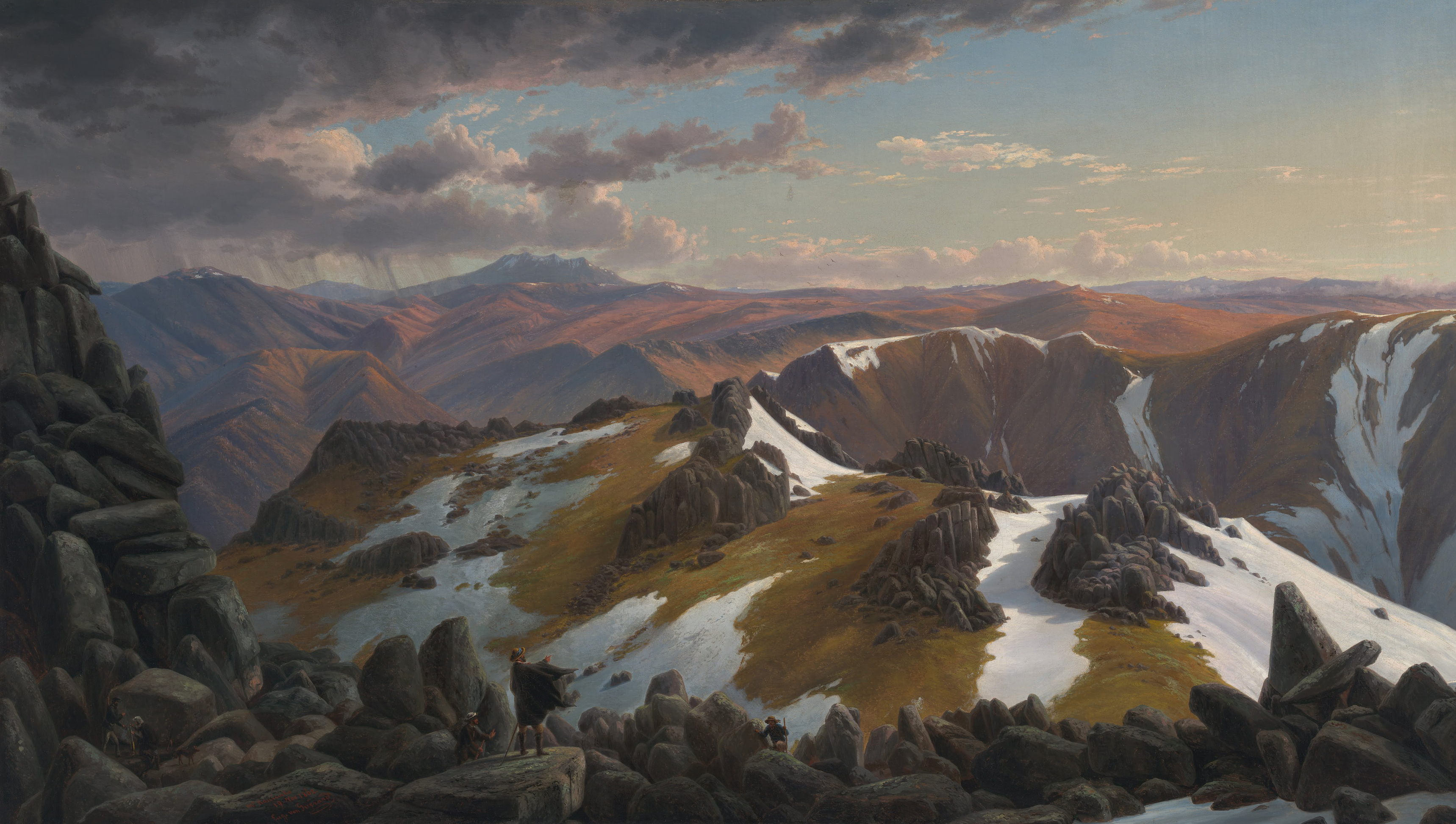
Eugene von Guérard: Vista nordeste do Monte Kosciuszko, 1863. Galeria Nacional da Austrália

A pintura na Austrália tem uma dupla tradição: uma corrente deriva da arte aborígene, cuja origem está na Pré-história local, mas que só passou a ser seriamente considerada pelos círculos oficiais e se integrar vitalmente à cultura australiana a partir da década de 1950, e outra que deriva da pintura europeia, tendo iniciado um florescimento pouco depois da colonização do território no fim do século XVIII, crescendo ininterruptamente desde então e mostrando ter características próprias. Na atualidade a pintura australiana acompanha a multiforme cultura global contemporânea e já desfruta de significativo prestígio internacional, com vários representantes premiados em certames internacionais e diversos museus locais dedicados à sua preservação e divulgação.

## A pintura indígena
Há pinturas rupestres na Austrália de data estimada entre 40 000 e 60 000 anos, que são possivelmente a mais antiga iconografia da figura humana em todo o mundo, um grupo de obras espalhado por uma área de mais de 50 000 km² em cerca de 100 000 sítios arqueológicos, e conhecida como Bradshaws ou Gwion Gwion. Seu interesse reside tanto em sua enorme antiguidade como na temática, ilustrando não animais, como é comum em outros sítios similares do mundo, mas pessoas vestidas com trajes sofisticados e portando objetos que sugerem uma vida em aldeias com a existência de uma tecnologia relativamente avançada. Também foi aventado que seus autores eram originários de outra parte, talvez da Polinésia, já que não há sinais de civilização autóctone comparável com essa antiguidade. Tais obras aparentemente possuíam um significado cultural mais amplo do que apenas o uso ritual e mágico, mais comum em outras culturas pré-históricas.

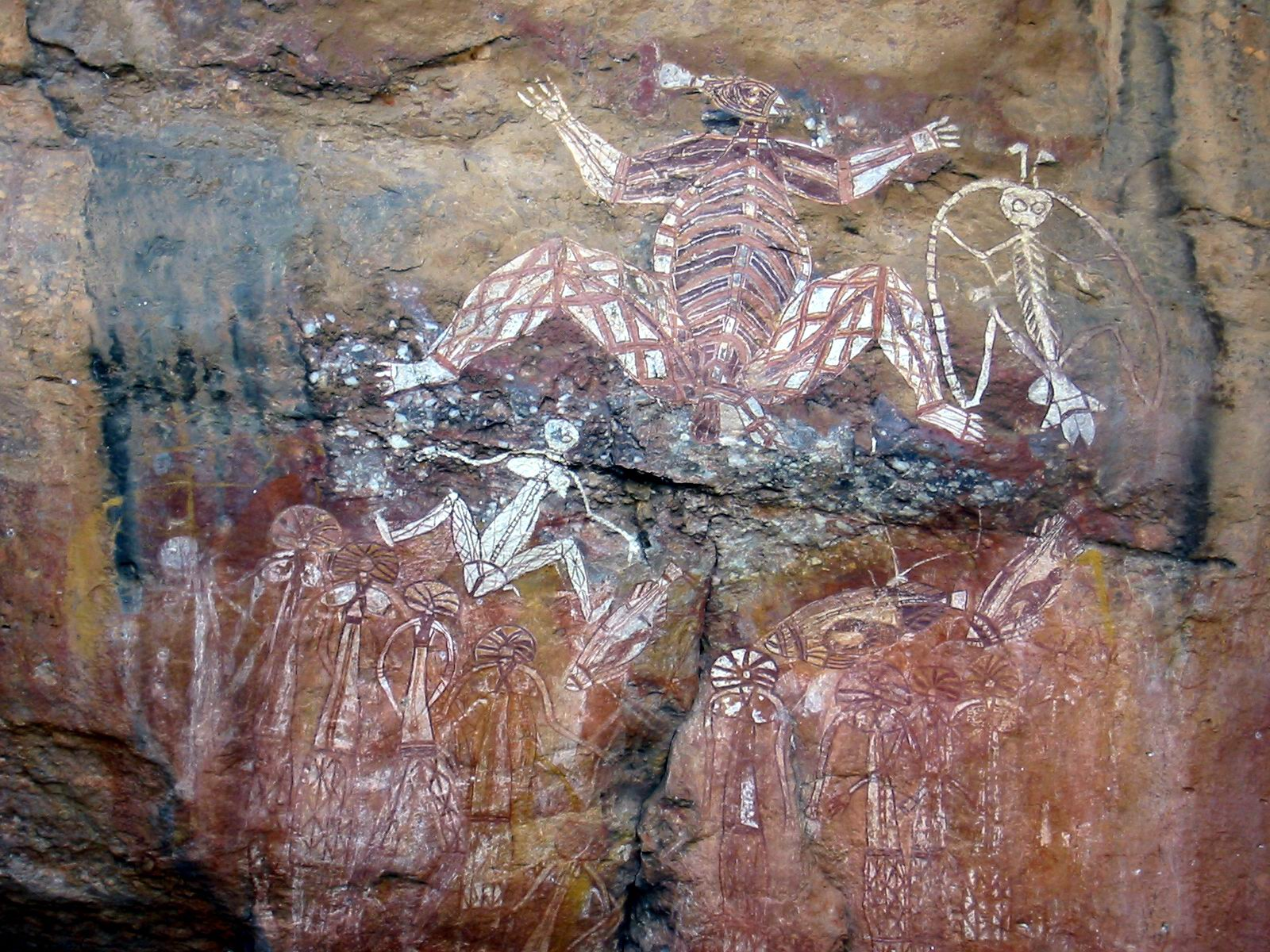
Pintura rupestre, Parque Nacional Kakadu

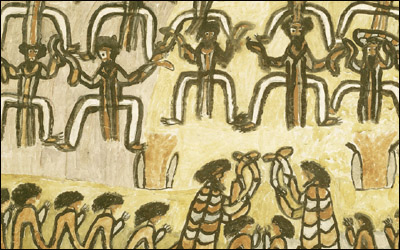
William Barak: Pintura aborígene sobre vestuário, c. 1898

Outras culturas pré-históricas mais recentes também deixaram importantes registros pictóricos, mas estas em geral foram produzidas por tribos de caçadores nômades, e mostram muitas figuras de animais, além da humana, em um estilo bem menos refinado e variado do que as Bradshaws. A arte aborígene continuou a ser praticada ininterruptamente até a chegada dos colonizadores, que encontraram diversos povos e clãs que preservavam uma cultura visual e usavam para pintar pigmentos minerais, vegetais e animais, junto com gomas, colas e gordura, sobre suportes diversos, como cascas de árvores, vestuário, totens, objetos utilitários, e também se exibiam com pintura corporal, como os povos Ganalbingu, Gupapuyngu, Kuninjku, Yolngu e muitos mais.
A partir do século XIX alguns artistas indígenas começaram a ser reconhecidos individualmente, tornando-se famosos, como William Barak, e depois Albert Namatjira, David Malangi Daymirriŋu e Wenten Rubuntja, embora sua arte ainda fosse um fenômeno cultural isolado da corrente pictórica culta, de herança europeia. Contudo, sua atuação contribuiu ainda para a progressiva afirmação dos aborígenes na sociedade nacional, e foram os precursores de um movimento de revalorização da cultura indígena que a partir dos anos 1950 passou a incluir nos acervos museológicos oficiais o trabalho de artistas indígenas, não como dado etnográfico, mas como arte de pleno direito. Desde o Modernismo, e com mais força após sua consagração pelos museus nacionais nos anos 1950, a arte aborígene passou a influir na pintura cultivada pelas elites brancas e instâncias oficiais, como se vê na produção de Sidney Nolan e Margaret Preston, e hoje artistas de sangue nativo como Emily Kame Kngwarreye estão entre os líderes da arte australiana contemporânea.

## A tradição europeia na pintura australiana
A partir de 1770 os ingleses iniciaram o reconhecimento e colonização da Austrália, e ali introduziram sua herança cultural. As primeiras expressões artísticas em pintura, dentro dessa tradição, surgiram pela mão de naturalistas e ilustradores que visitaram o continente. Realizadas na técnica da aquarela, estas obras se destinavam a ser publicadas em livros científicos através da reprodução em gravura. O primeiro artista europeu a retratar temas australianos foi Sydney Parkinson, sob a supervisão do naturalista Joseph Banks; ambos participaram da viagem de James Cook em 1770, quando a costa australiana foi primeiro cartografada. Em seguida Charles Alexandre Lesueur, John Eyre e John Lewin, este o primeiro artista a se fixar na terra, produziram diversas obras mostrando aspectos da geografia, da flora e da fauna australianas. John Gould, um ornitologista, deixou uma série de delicadas e preciosas ilustrações de pássaros, enquanto que Augustus Earle produziu muitas obras tratando dos tipos humanos e dos costumes locais. Conrad Martens foi o primeiro a conseguir sucesso comercial com suas pinturas, com muitas obras no gênero de paisagem, embora tenha suavizado seu aspecto para conquistar o gosto europeu.
Logo a incomum paisagem australiana começou a influenciar a produção artística, notando-se uma atenção dos autores em relação às características únicas da luz local. Em torno de 1840 começaram a ser realizadas exposições, exibindo trabalhos de diversos artistas, mas estando o circuito artístico ainda em fase de formação, não tiveram sucesso comercial. Mas logo na década seguinte as mostras regulares encontram um público interessado que, de acordo com as preferências românticas, apreciava paisagens grandiloquentes e dramáticas, ou as que exaltavam o heroísmo dos colonizadores, sendo exibidas tanto em seu país de origem como para uma plateia inglesa, divulgando as belezas naturais de um continente até então largamente inexplorado e desconhecido para os europeus. Entre os melhores pintores da época estavam Knut Bull, John Glover, Samuel Thomas Gill, Nicholas Chevalier, Eugene von Guérard, H.J. Johnstone, James Howe Carse, William Strutt, Abraham-Louis Buvelot e Thomas Baines.
Na década de 1860 é fundado o primeiro museu de arte, que eventualmente originou a National Gallery de Victoria, reunindo uma coleção de autores europeus e australianos. Ao mesmo tempo o interesse passa das paisagens monumentais românticas para uma abordagem mais realista, mais tranquila e contemplativa, da natureza e do homem. No fim do século são fundados o Wilgie Club, a Victorian Academy of Arts, a Victorian Artists' Society, a Australian Artists' Association e a West Australian Society of Arts, as primeiras associações de artistas, e aparecem as primeiras galerias comerciais importantes. Em 1880 é inaugurada a Melbourne International Exhibition, e em 1888 é a vez da Centennial International Exhibition, com grande elenco de artistas participantes e visitadas por milhares de pessoas. Influenciada pelo Impressionismo, surge a Escola de Heidelberg, que privilegia a paisagem australiana e temas nacionalistas, voltando a representar os colonizadores em sua contribuição para a formação de uma nação nova. Seus integrantes buscavam captar a cor e luz local praticando ao ar livre. Destes se destacaram Penleigh Boyd, Louis Buvelot, Charles Conder, David Davies, Emanuel Phillips Fox, Eugene von Guérard, Frederick McCubbin, Jane Price, Tom Roberts, William Nicholas Rowell, Arthur Streeton, Clara Southern, George Washington Lambert, Clarice Beckett, Tudor St George Tucker, May Vale e Walter Withers. Inicialmente designando apenas os pintores que trabalhavam na área de Heidelberg, perto de Melbourne, o nome logo passou a identificar toda a geração impressionista australiana. Ao mesmo tempo, com a rápida urbanização que ocorria em torno de Melbourne e outros grandes centros, surgem problemas típicos das cidades e do progresso acelerado, que são percebidos por alguns desses artistas e registrados como as primeiras obras australianas de fundo social, retratando as classes mais baixas e suas habitações miseráveis, os primeiros sinais de poluição, e a desfiguração da paisagem natural pela indústria.

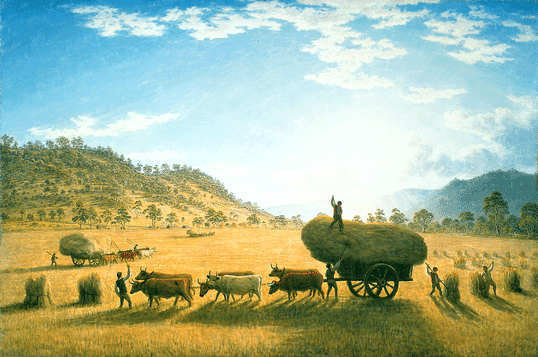
John Glover: Colheita, 1835. Biblioteca Nacional da Austrália
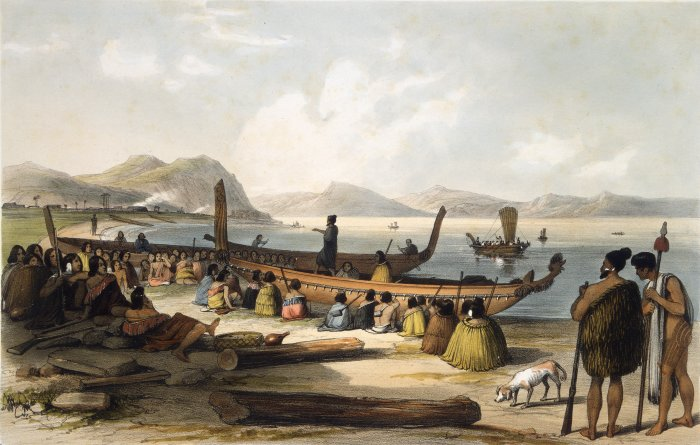
Augustus Earle: Discurso de guerra, c. 1827.
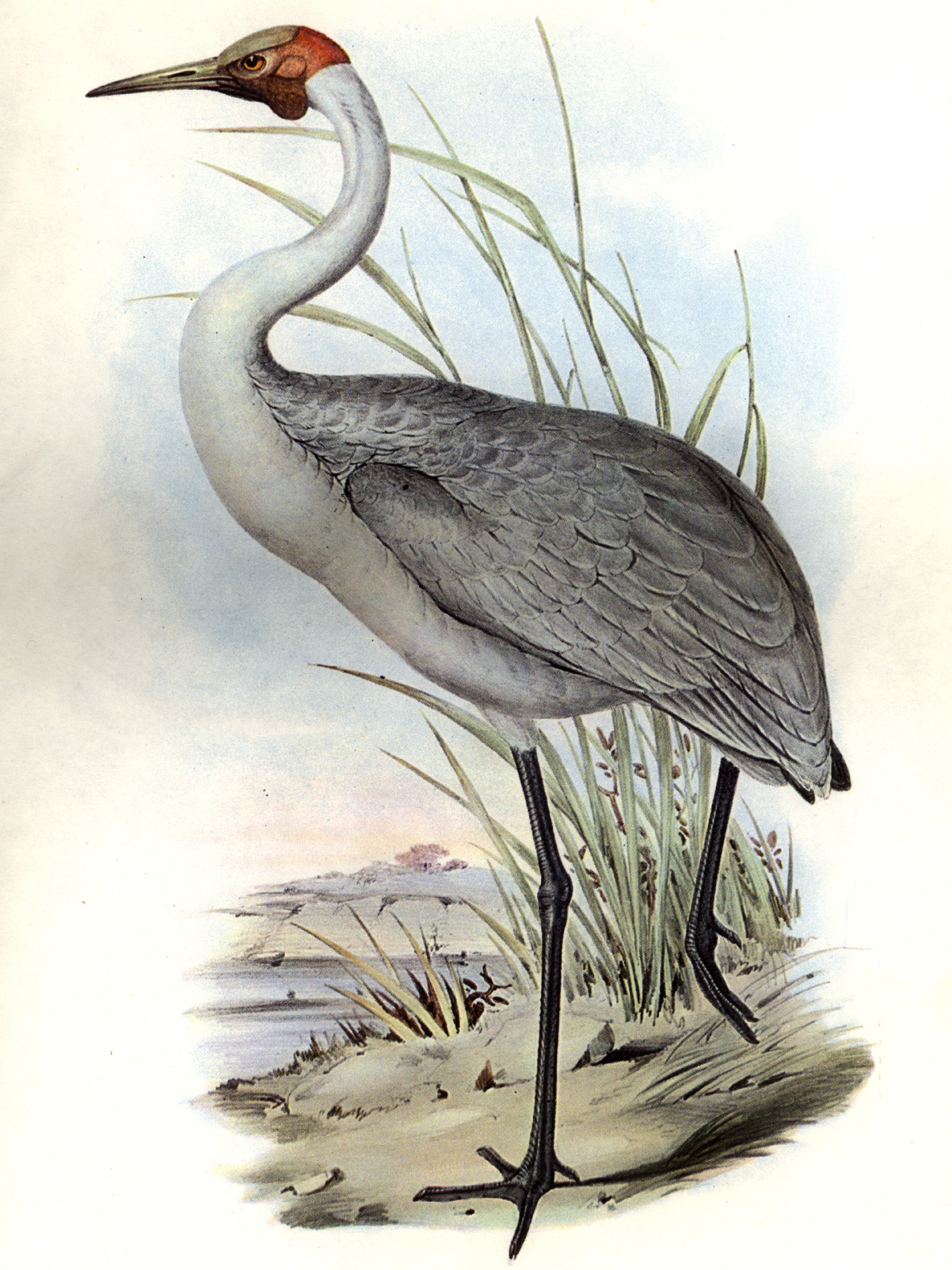
John Gould: Ilustração do Grus rubicunda, c. 1840-1848
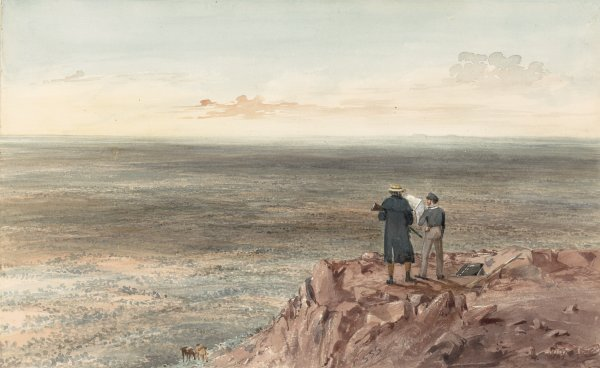
Samuel Thomas Gill: Paisagem noroeste de Tableland, c. 1846.
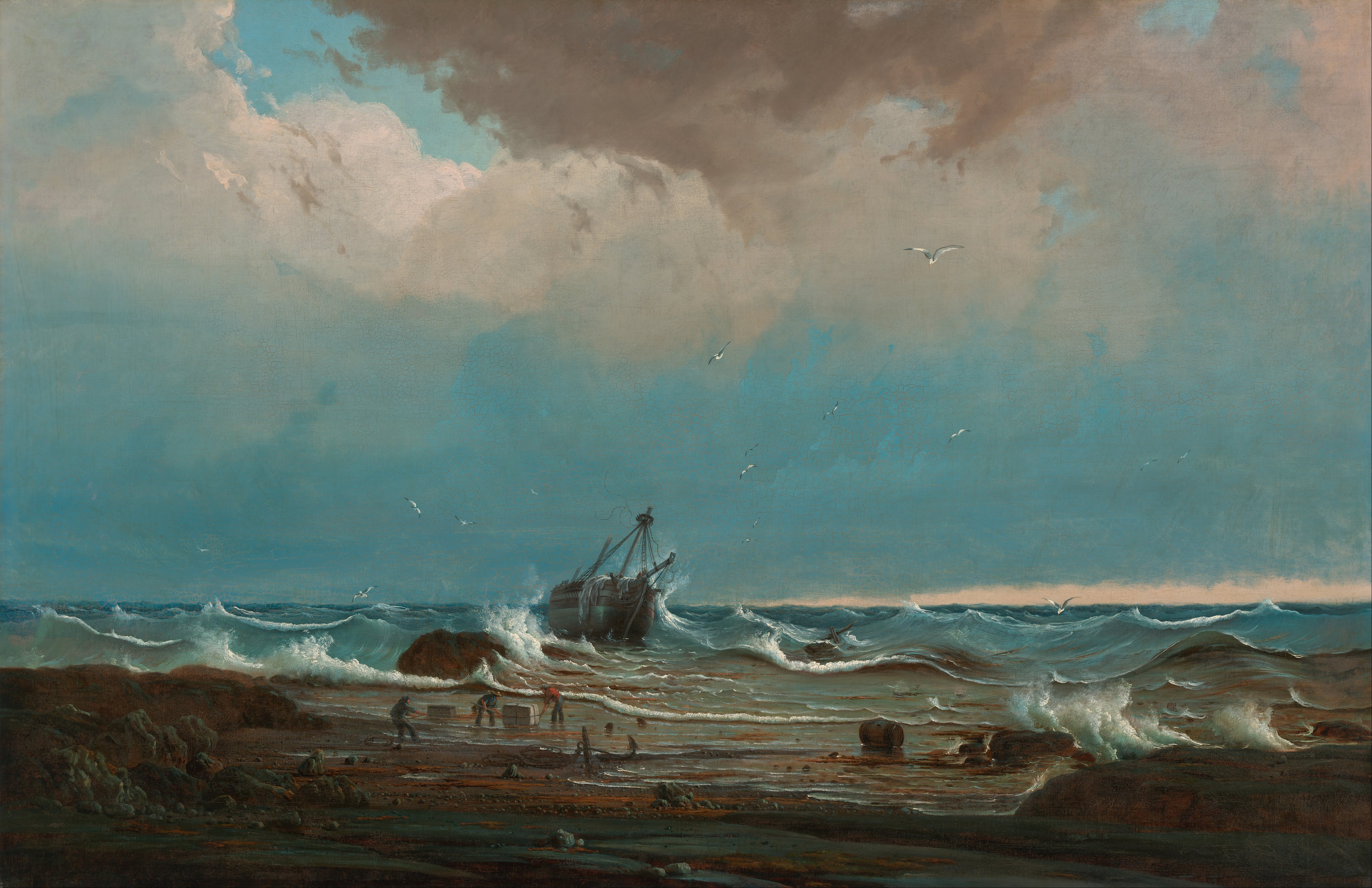
Knut Bull: O naufrágio do "George III", 1850. Galeria Nacional da Austrália
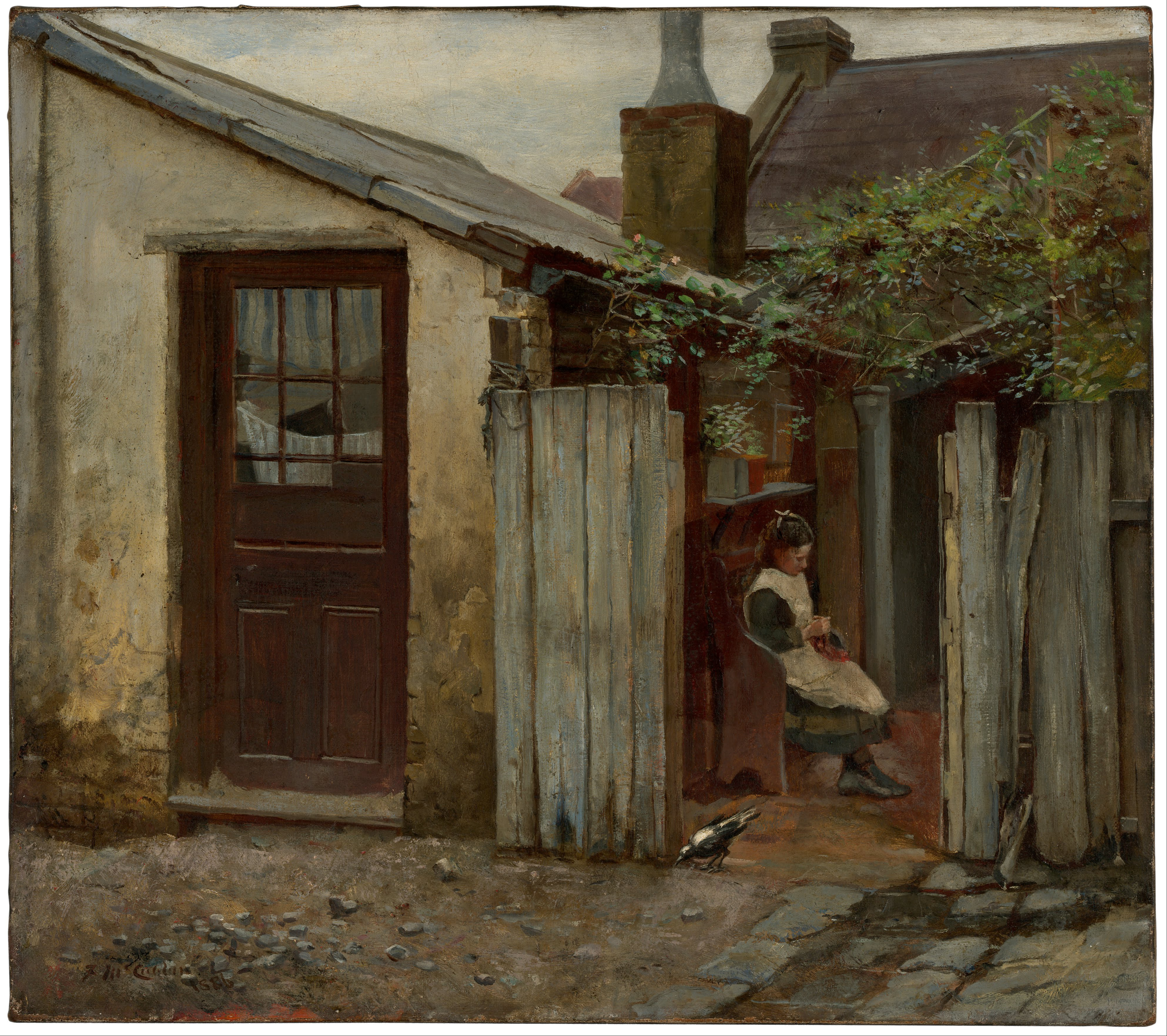
Frederick McCubbin: Menina com um pássaro na padaria da King Street, 1886. Galeria Nacional da Austrália
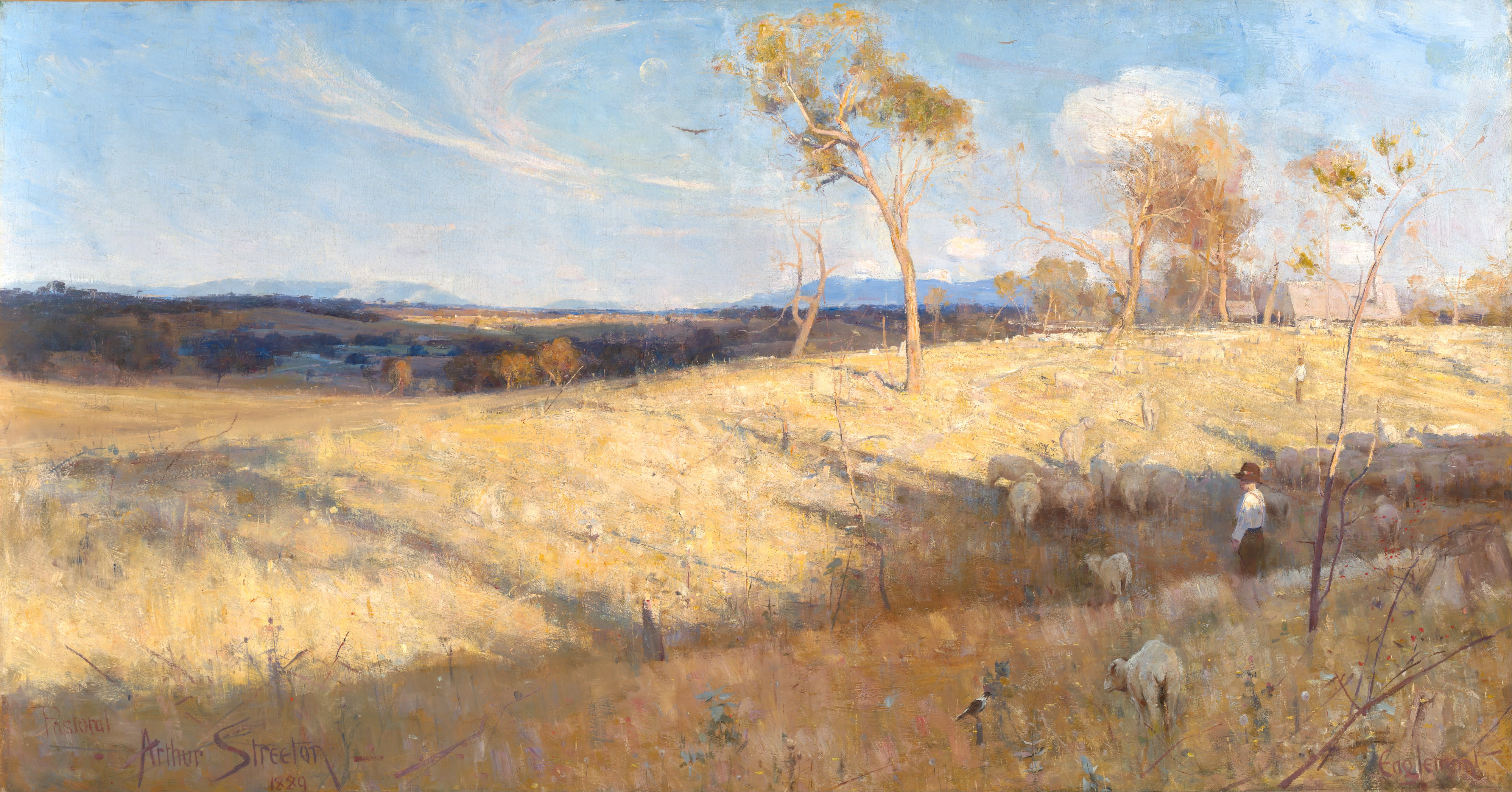
Arthur Streeton: Verão dourado em Eaglemont, 1889. Galeria Nacional da Austrália
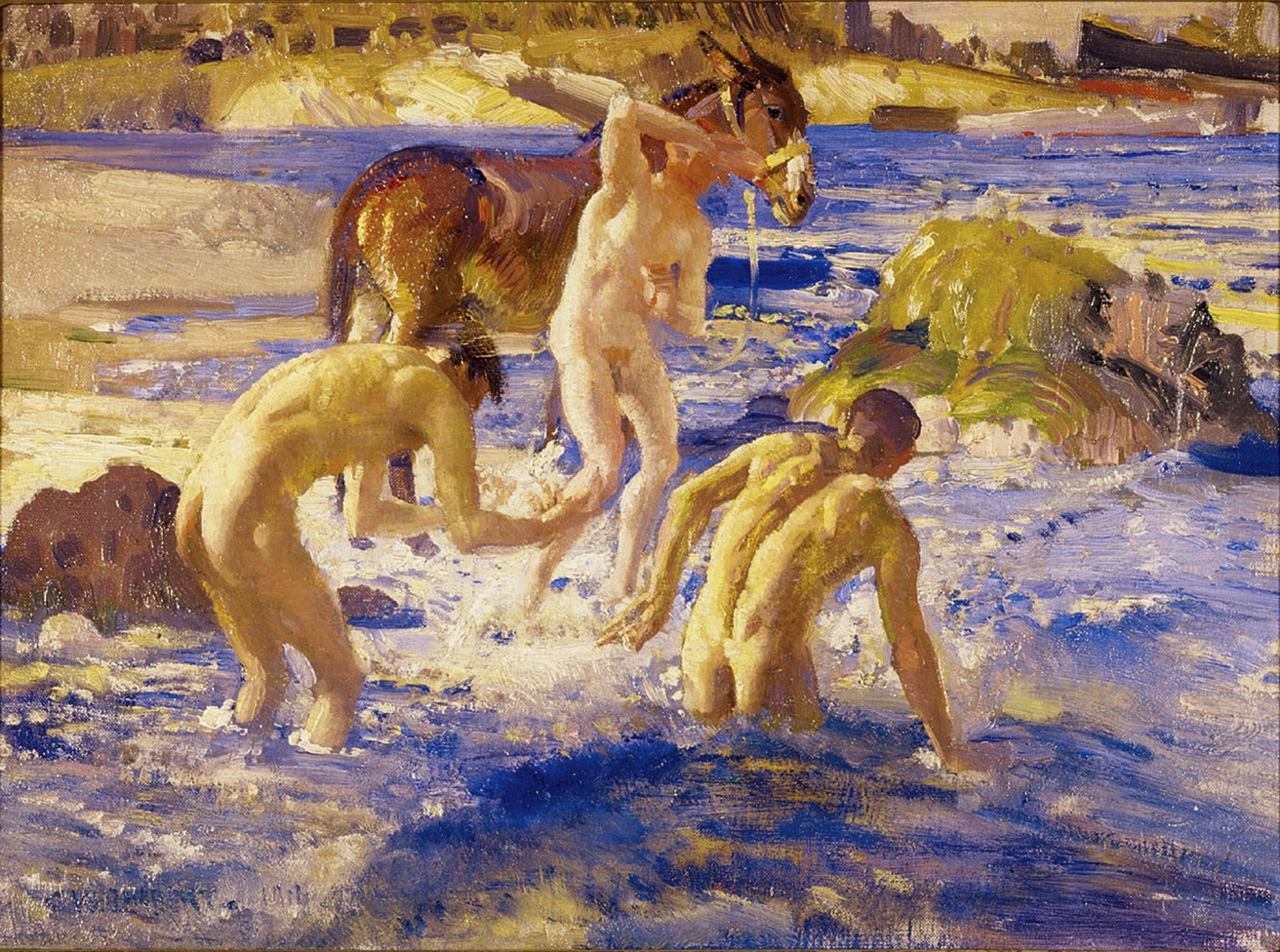
George Lambert: Anzacs ao banho de mar, 1914. Mildura Arts Centre

### Modernidade
Sobre as liberdades formais introduzidas pelo Impressionismo foi construído o caminho para a introdução dos avanços mais radicais do Modernismo. Entre seus precursores estavam Norman Lindsay e Ernest Buckmaster. A eclosão da I Guerra Mundial e as mudanças na sociedade, economia e cultura por ela produzidas, aparecendo inúmeras novidades tecnológicas e novos hábitos de vida, foram imediatamente captados pelos pintores. Muitos deles tiveram contato com expressionistas, surrealistas, cubistas e outros artistas de vanguarda na Europa e Estados Unidos, e introduziram esses novos conceitos na Austrália.
Assim cresce uma onda experimentalista na pintura, desejando romper com padrões culturais e sociais ultrapassados, com os ditames do Academismo, e construir uma vida melhor para todos, "celebrando o romance das cidades, o corpo sadio e as ideias da abstração" em um ambiente cosmopolita. Caracteristicamente, a arte aborígene exerceu significativa influência nessa geração de modernos, enquanto que as mulheres começavam a receber igual respeito como artistas.
Mesmo com todos esses fatores combinados, a implantação definitiva do Modernismo na Austrália conheceu muitos obstáculos e críticas, e só aconteceu tardiamente. Uma das forças de oposição foi a instituição em 1921 do Archibald Prize, um dos mais importantes prêmios de pintura da Austrália, e nas duas primeiras décadas de atividade ele foi dominado por representações acadêmicas, exemplificadas por artistas como John Longstaff e William Beckwith McInnes. Não havia uma unidade de princípios entre os modernistas, em alguns artistas se percebia uma dissociação entre filosofia e prática, e outros temiam que suas propostas pudessem ser mal-interpretadas e marginalizadas, e com isso perdessem sua força social, indecisões que acabaram por fragilizar o movimento. Dentre seus expoentes se contam George Bell, Clifford Bayliss, Joy Hester, Peter Bellew, Grace Cossington Smith, Margaret Preston, Thea Proctor, e George Lambert. 
Na década de 1930 são criadas a Academy of Australian Art (1937) e a Contemporary Art Society (1938), mas em 1941 Theodore Sizer, diretor da galeria de arte da Universidade de Yale, depois de visitar o país a fim de curar uma exposição de arte australiana que deveria itinerar pela Europa e América, deplorava a rigidez dos conceitos que ainda dominavam a cena de arte local, largamente baseados no programa da Royal Academy. No final dos anos 1930 em diante muitos artistas da nova geração, como Ivor Francis, James Cant, Peter Purves Smith, Sidney Nolan, Arthur Boyd, Dusan Marek, Roy de Maistre, Albert Tucker, Sam Atyeo, Eric Thake, James Gleeson aderiram parcial ou integralmente ao Surrealismo, seja inspirados pela movimentação europeia, seja espelhando as inquietações geradas pela entrada da Austrália na II Guerra Mundial. Gleeson, um dos mais importantes dessa corrente, disse que 
"por certo tempo, especialmente durante a guerra, eu realmente pensei que o Surrealismo pudesse ser uma arma revolucionária. Aceitei a ideia de Breton de que pelo uso do inconsciente se pudesse chegar a estado de equilíbrio na mente racional e talvez evitar desastres como a guerra, a indiferença ou o fanatismo".
Por outro lado, artistas como Peter Graham abordam temas sociais em um estilo carregado de dramaticidade, e o paisagismo continua a ser cultivado como pretexto formal para trabalhar a depressão e angústia desse período conturbado, resultando em uma abordagem inteiramente nova do cenário local, expressionista e dramática, às vezes de contornos tão simplificados que tendia à abstração, e quando tingida pelo Surrealismo, beirando a atmosfera do pesadelo, com Russell Drysdale, Elise Blumann e novamente Sidney Nolan como bons representantes dessa tendência.

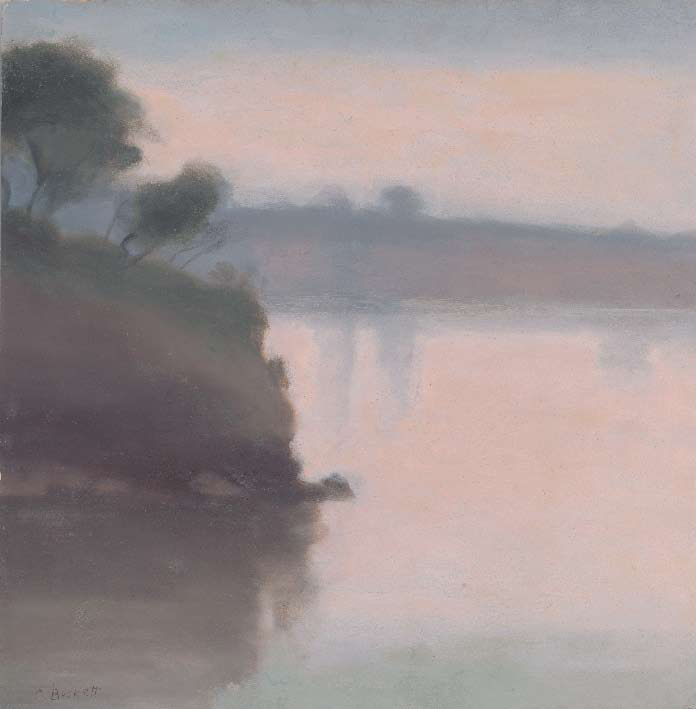
Clarice Beckett: Marinha de Beaumaris, c. 1925. Galeria Nacional da Austrália
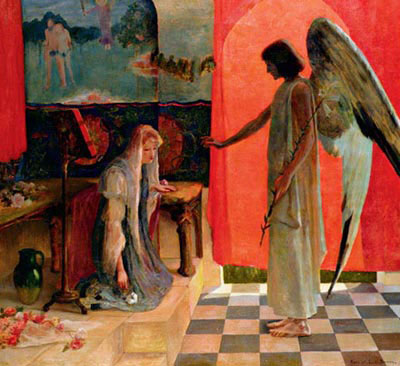
Rupert Bunny: Anunciação
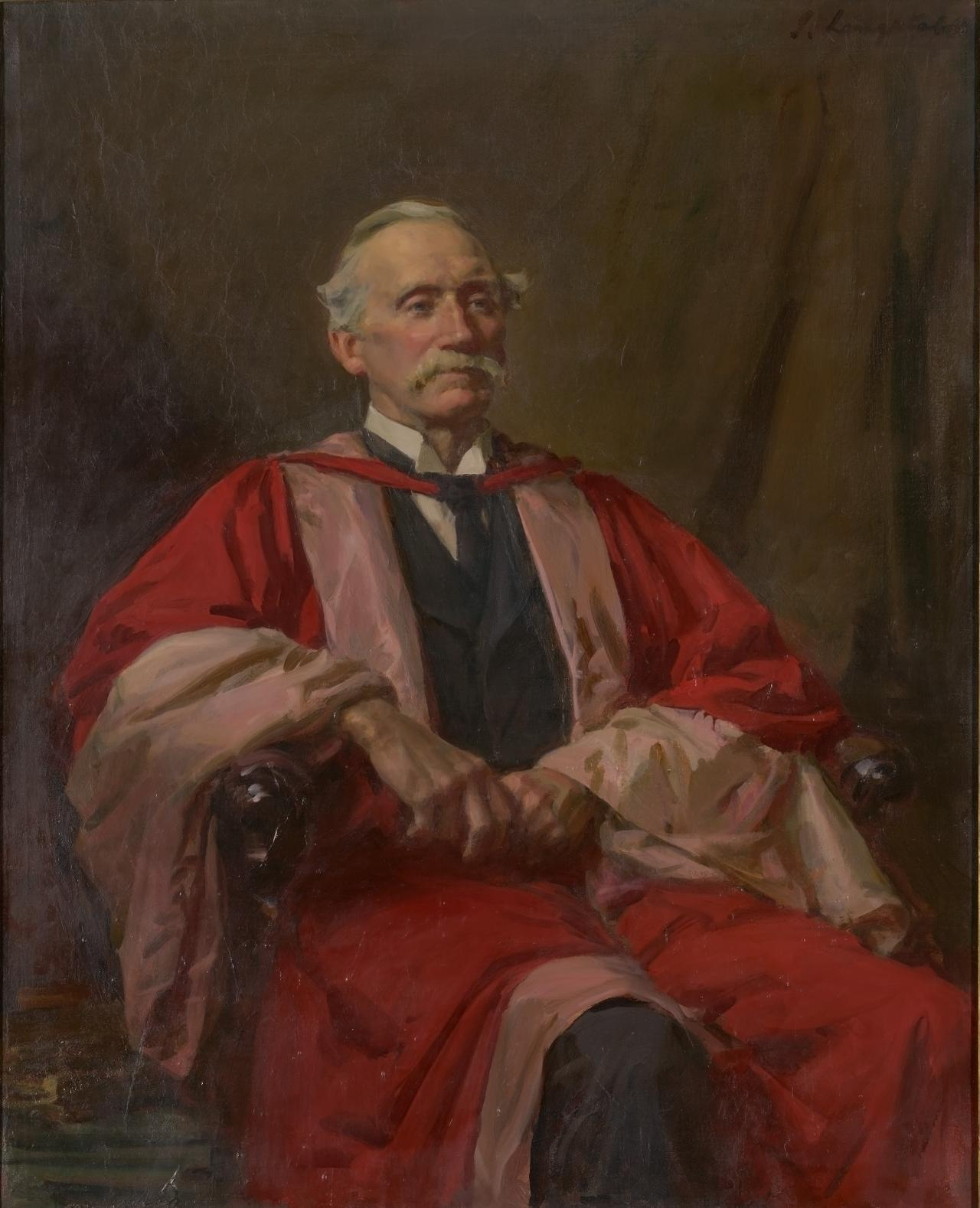
John Longstaff: Retrato do Dr. Alexander Leeper, obra que recebeu o Archibald Prize em 1928
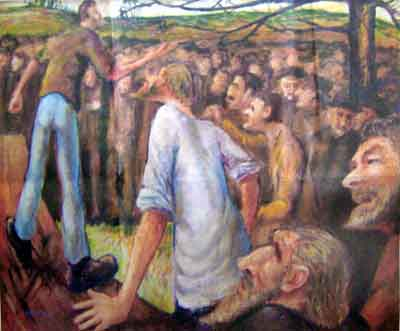
Peter Graham: Peter Lalor falando aos mineiros antes de Eureka, 1945

## Pós-Guerra
O fim da década de 1940, difícil período de reconstrução depois da guerra, foi marcado pela radicalização do Modernismo, que levou ao aparecimento da abstração na arte de todo o ocidente. O mesmo se dá na Austrália, onde a abstração, tanto informal como geométrica, derivada dos trabalhos de Vassili Kandinsky, Piet Mondrian, Kasimir Malevich e outros, encontra líderes em Grace Crowley, Roger Kemp, George Johnson e Ian Fairweather, que desenvolveram uma linguagem de símbolos e sinais inspirada na arte aborígene e na arte caligráfica oriental, tentando ilustrar os mistérios do cosmos e descobrir o lugar do homem no universo. Outros que seguiram essa tendência foram Leonard French, Peter Graham, David Aspden, Sydney Ball, Inge King e Leonard Crawford. 
A reação não se fez esperar e grupos como o Merioola, formado por Donald Friend, Justin O’Brien, Peter Kaiser, Roland Strasser, Mary Edwards e outros, e Os Antípodas, do qual participavam Charles Blackman, Arthur Boyd, David Boyd, John Brack, Robert Dickerson, John Perceval e Clifton Pugh, reivindicaram uma arte figurativa, influenciada por uma multiplicidade de estilos, contra o que começou a ser visto como os excessos e impessoalidade da abstração. Os Antípodas realizaram uma exposição em 1959 em Melbourne e também lançaram um manifesto contra a exposição itinerante The New American Painting, organizada pelo Museu de Arte Moderna de Nova Iorque, temendo que o expressionismo abstrato norte-americano se tornasse o novo dogma da pintura internacional e anulasse as especificidades nacionais. Outros artistas como Pro Hart, um outsider, retomaram a paisagem do interior australiano de forma positiva, num momento em que a sociedade passava definitivamente de uma matriz rural para uma urbana, e o vasto e árido território do Outback precisava, apesar de suas grandes belezas naturais, ser visto como "um ventre estéril", a fim de se poder reafirmar os valores de uma cultura urbana que buscava sua identidade própria num panorama social e cultural em rápida mudança.
Nos anos 1960 e 70 entram em cena as estéticas da Arte Pop, da Nova Figuração, do Psicodelismo, Minimalismo e da Arte Conceitual, mesclando-se a tendências já presentes como o abstracionismo, e criando um campo multifacetado na pintura onde são absorvidos diversos procedimentos extra-pictóricos que inauguram o polimorfo universo artístico contemporâneo, enquanto que o paisagismo conhece um novo impulso e se renova. Neste período artistas aborígenes são incentivados pelo professor de arte Geoffrey Bardon a alterar suas práticas tradicionais e adotar a tela como suporte, dando origem à Escola Papunya Tula, que seria uma das mais influentes novas propostas dentro da arte australiana e a levaria ao reconhecimento internacional através da obra de Clifford Possum Tjapaltjarri e outros.
Ao longo da década de 1980 a pintura experimentou uma nova onda de prestígio em todo o mundo, a partir da atuação dos grupos neo-expressionistas da Europa, com uma explosão no mercado. Na Austrália essa tendência foi conduzida por Peter Booth, Jenny Watson, Davida Allen, Jan Senbergs e Ian Smith. A partir de então as tendências e estilos se sobrepõem e entrecruzam, introduzindo uma série de novos temas urbanos, psicológicos e sociais na arte, e abrindo espaço para o uso de novos meios e suportes e manifestações mais ligadas à arte popular. Alguns nomes destacados no fim do século XX são Brett Whiteley, Fiona Hall, Marion Borgelt, Janet Laurence, Guy Warren e Andrew Rogers no campo da abstração; Peter Booth, George Gittoes, Steve Cox, Nigel Thomson, Tracey Moffatt, Stewart MacFarlane e Fred Cress na figuração de índole expressionista. Uma corrente grunge e punk se desenvolve através de pintores como Hany Armanious e Adam Cullen, e a denúncia da discriminação racial contra os indígenas é trabalhada por Gordon Bennett, enquanto que Emily Kame Kngwarreye, descendente de nativos, é aclamada como uma das mais importantes artistas australianas dos últimos tempos, caracterizando a pintura australiana como multifacetada e perfeitamente integrada às recentes tendências mundiais nessa forma de expressão.

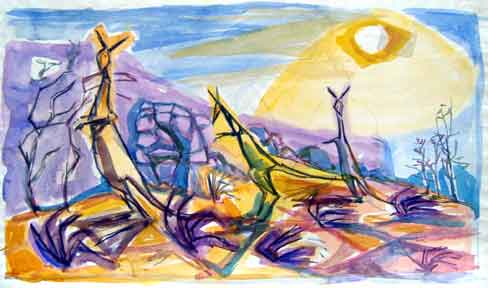
Peter Graham: Cangurus, 1954-68
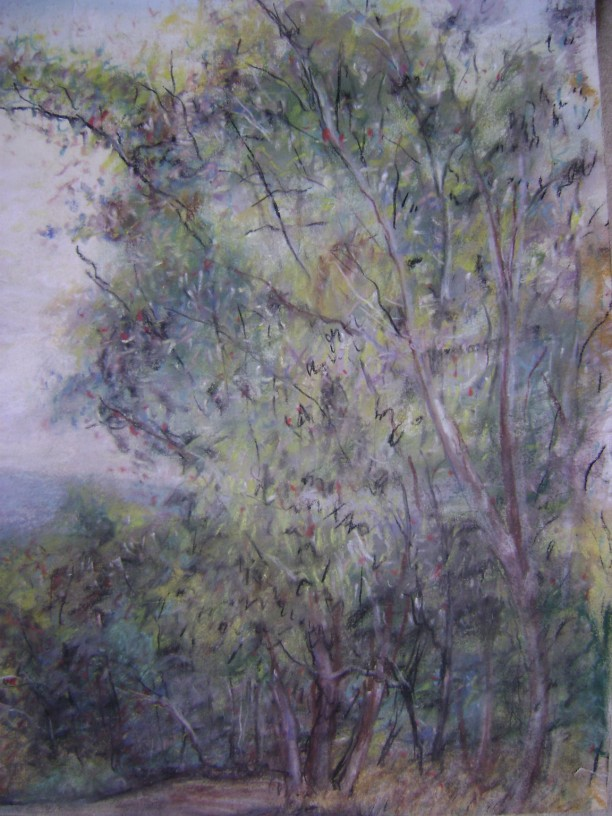
Douglas Baulch: Eucaliptos na primavera, 1959
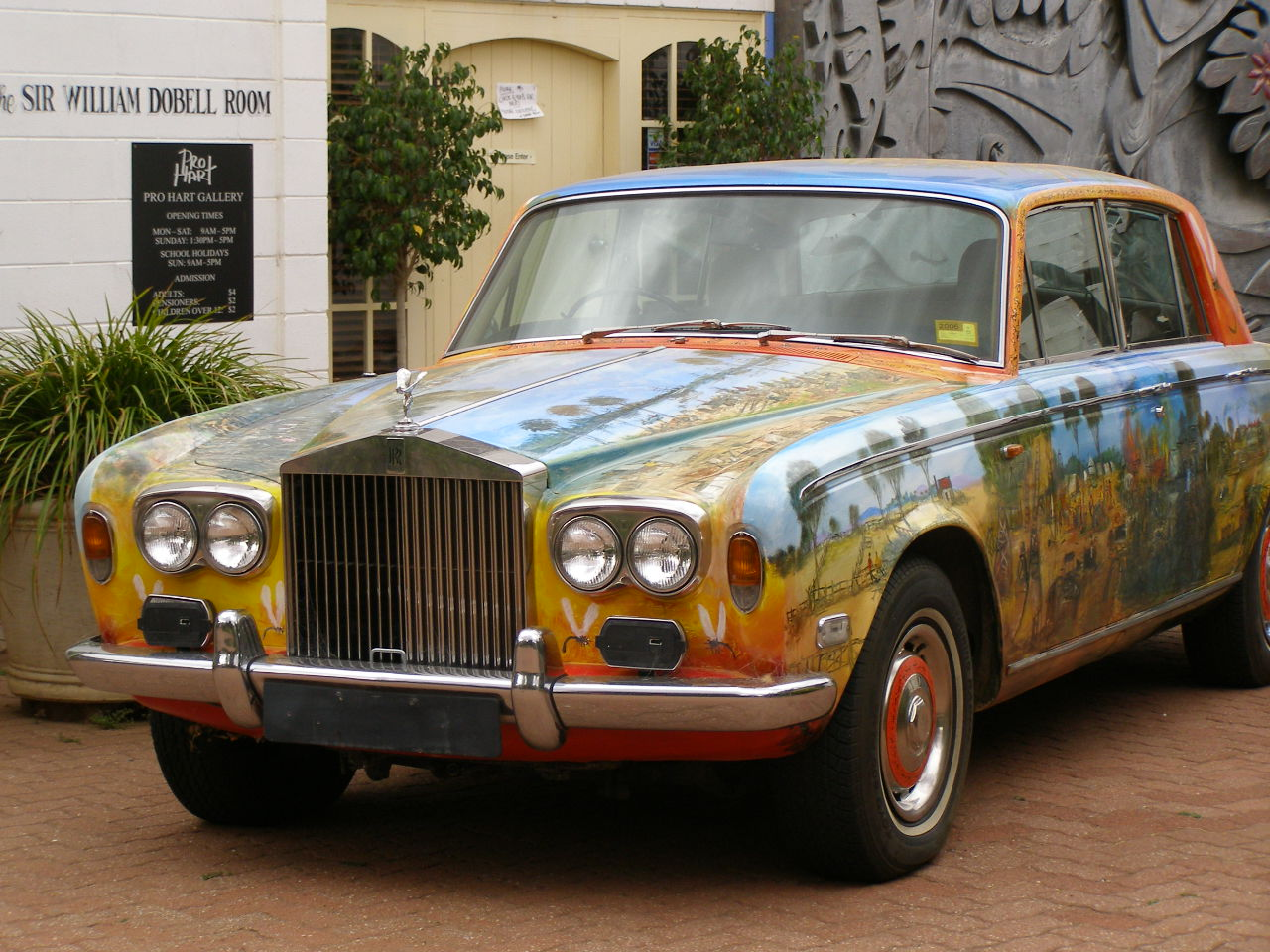
Pro Hart: Rolls Royce pintado
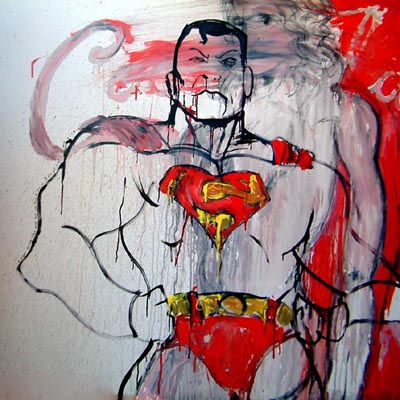
Anthony Bennett: I mean thriller was good but let's face it it's no off the wall now is it?, 2006
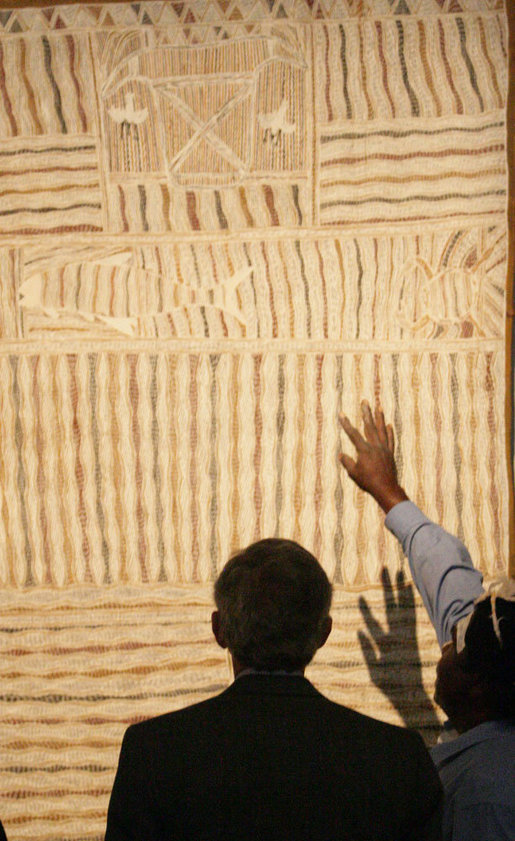
Pintura aborígene no Australian National Maritime Museum, Sydney